# Флегматизатор
Флегматизатор – вещество, течно, твърдо или прахообразно, използвано като примес към взривното вещество (ВВ) за намаляване на чувствителност му към външни въздействия (удар, триене, искра, и т.н.
Най-често като такива се използват нефтопродукти с температура на топене 50 – 80 °C (парафини, стеарин, церезин, петролатум и др.), синтетични полимери или техните смеси. Често в състава на флегматизатора има оцветител, което да обозначава вида на зарядите от ВВ.
|  | Тази страница частично или изцяло представлява превод на страницата „Флегматизатор“ в Уикипедия на руски. Оригиналният текст, както и този превод, са защитени от Лиценза „Криейтив Комънс – Признание – Споделяне на споделеното“, а за съдържание, създадено преди юни 2009 година – от Лиценза за свободна документация на ГНУ. Прегледайте историята на редакциите на оригиналната страница, както и на преводната страница, за да видите списъка на съавторите. ВАЖНО: Този шаблон се отнася единствено до авторските права върху съдържанието на статията. Добавянето му не отменя изискването да се посочват конкретни източници на твърденията, които да бъдат благонадеждни. |